# 麥克萊蘭嶺
77°27′S 162°10′E / 77.450°S 162.167°E
麥克萊蘭嶺（英語：McClelland Ridge）是南極洲的山嶺，位於維多利亞地，屬於奧林匹斯山脈的一部分，在1997年以美國地質調查局的地形工程師命名，現時由南極條約體系管理。

## 外部連結
. . United States Geological Survey.   [2013-09-05].